# Maître de l'Apocalypse de Berry
Le Maître de l'Apocalypse de Berry désigne par convention un enlumineur ou groupe d'enlumineurs actifs entre 1408 et 1420 à Paris. Il doit ce nom à un manuscrit de l'Apocalypse de saint Jean, peint pour le duc Jean Ier de Berry.

## Éléments biographiques et stylistiques

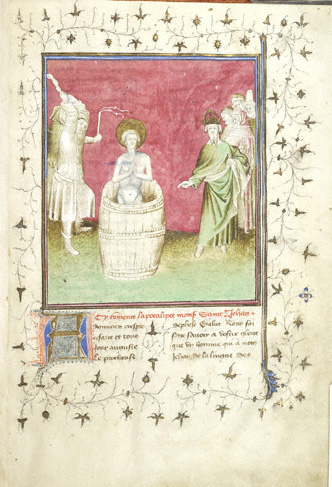
Martyre de saint Jean, Apocalypse de Berry, Morgan M.133, f.1r.

Le nom de convention a été créé par l'historien de l'art américain Millard Meiss à partir d'un manuscrit de l'Apocalypse qui a appartenu à Jean Ier de Berry, d'après les indications de son colophon (aujourd'hui Morgan Library and Museum, M.133) alors qu'il ne figure pas dans ses inventaires. Plusieurs mains sont distinguées au sein de son atelier, dont le Maître du Boèce, qui doit son nom à un manuscrit de la Consolation de la philosophie (BNF, Fr.12459).
Son style diffère fortement des autres enlumineurs parisiens de son temps. Son dessin est moins léché et dans sa palette de couleur, très pale, dominent le magenta, le marron et le vert. Les fonds des décors de ses enluminures sont souvent soulignés d'or dans ses œuvres les plus tardives.

## Œuvres attribuées

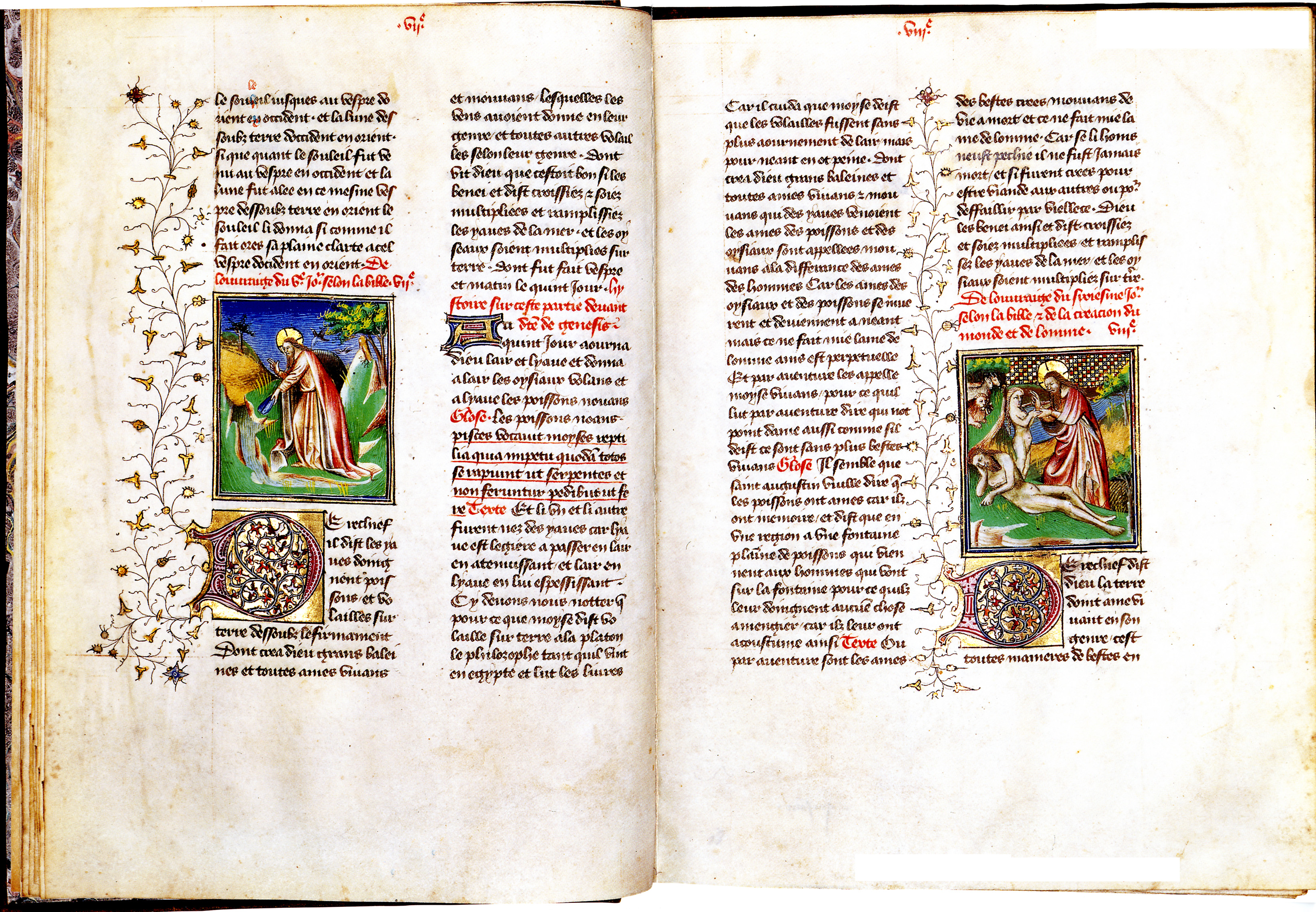
Genèse d'un bible historiale, coll. part.

Sont énumérées ici les œuvres attribuées au maître ou à son atelier, le Maître de Boèce mis à part.
- Bible historiale complétée, vers 1405-1415, manuscrit démembré entre le Furukawa Museum of Art à Nagoya (96 miniatures attribuées à un suiveur du Maître du Boèce) et 13 miniatures conservées reliées au Waddesdon Manor (Buckinghamshire), Collection de J.A. de Rothschild, Ms.3
- Chronique de Bertrand du Guesclin d'après le poème de Cuvelier, 1 miniature en pleine page, vers 1410, collection particulière, passé en vente chez le libraire  Laurent Coulet en 2008
- Bible historiale complétée en deux volumes, 63+72 miniatures, en collaboration avec le Maître de Rohan et son atelier, vers 1410-1415, Bibliothèque nationale de France, Paris, Fr.15393-15394
- Compilation comprenant la genèse de la Bible historiale, une histoire de la Passion du Christ, des Vies des saints et l’Histoire de Griseldis tirée du Décaméron, 78 miniatures, vers 1410-1416, collection particulière, anc. coll. Bibliotheca Philosophica Hermetica, Amsterdam, passé en vente chez Sotheby's le 17 juin 2003 (lot 12) puis chez les libraires Heribert Tenschert en 2007 et Dr Jörn Günther Rare Books A.G. en 2015
- La Somme le Roi et autres textes, 34 miniatures en grisaille, vers 1410-1420, BNF, Fr.1134[3]
- Le Brut d’Angleterre ou Roman de Brut de Wace, acquis par Jean de Berry en 1413, 3 miniatures, BNF, Fr.1454[4]
- Histoire Ancienne jusqu'à César et Le Fet des Romains, deux grandes miniatures de frontispice du Maître du Boèce et 77 petites miniatures du maître, vers 1415, British Library, Londres, Egerton 912[5]
- Bible historiale complétée, premier tome, 23 miniatures en collaboration avec deux autres artistes, BNF, Fr.22887
- Apocalypse en français, ayant appartenu à Jean de Berry, 85 grandes miniatures, vers 1414-1415, Morgan Library and Museum, New York, M.133[6]
- Bible historiale complétée reliée en deux volumes, 158 miniatures en collaboration avec deux autres artistes, vers 1415-1420, BNF, Fr.3-4
- Compilation d'histoire universelle, 33 miniatures, 1416, BNF, Nouv. Acq. Fr.14285[7]
- Chronique dite de Baudouin d'Avesnes, 222 miniatures en collaboration avec le Maître de Boucicaut et le Maître de la Cité des dames, vers 1416, Bibliothèque de l'Arsenal, Paris, Ms.5077[8]
- Bible historiale complétée, vers 1418-1420, 1 grande miniatures et 59 petites, par un suiveur du maître, British Library, Royal 19 D VI[9]
- Information des princes de Jean Golein, destiné à Jean sans Peur, Bibliothèque royale de Belgique, Bruxelles, ms.9475
- Trésors de Brunetto Lattini et autres textes, en collaboration avec le Maître de Luçon (1 miniature), BNF, Fr.573[10]
- Le Roman de Ponthus, 5 miniatures, bibliothèque de l'université de Cambridge, Hh.3.16[11]
- Le Christ prêchant aux apôtres, miniature isolée, Thrivent Financial (en), Collection of Religious Art, 92-11[12]